# Élections municipales de 1983 dans le Finistère
Les élections municipales dans le Finistère ont eu lieu les 6 et 13 mars 1983.

## Maires sortants et maires élus
| Commune                   | Population | Maire sortant               | Parti | Parti    | Maire élu              | Parti | Parti  |
| ------------------------- | ---------- | --------------------------- | ----- | -------- | ---------------------- | ----- | ------ |
| Bannalec                  | 4 975      | Pierre Boëdec               |       | PS       | Pierre Boëdec          |       | PS     |
| Brest                     | 156 060    | Pierre Maille               |       | PS       | Jacques Berthelot      |       | RPR    |
| Briec                     | 4 587      | François Rolland            |       | CDS      | François Rolland       |       | CDS    |
| Carhaix-Plouguer          | 8 591      | Jean-Pierre Jeudy           |       | PCF      | Jean-Pierre Jeudy      |       | PCF    |
| Châteaulin                | 5 357      | Jacques Le Guyader-Desprées |       | PR       | Hervé Tinevez          |       | RPR    |
| Châteauneuf-du-Faou       | 3 972      | Georges Le Meur             |       | DVG      | Georges Le Meur        |       | DVG    |
| Cléder                    | 3 928      | Yves Guillou                |       | Centr.   | Yves Guillou           |       | Centr. |
| Concarneau                | 17 984     | Joseph Argouarc'h           |       | PCF      | Gilbert Le Bris        |       | PS     |
| Crozon                    | 7 525      | Claude Yvenat               |       | PS       | Jean-Jacques Fabien    |       | RPR    |
| Douarnenez                | 17 653     | Michel Mazéas               |       | PCF      | Michel Mazéas          |       | PCF    |
| Ergué-Gabéric             | 5 679      | Pierre Faucher              |       | PS       | Jean Le Reste          |       | RPR    |
| Fouesnant                 | 5 239      | Louis Le Calvez             |       | CDS      | Louis Le Calvez        |       | CDS    |
| Gouesnou                  | 4 061      | Aimé Graslan                |       | DVD      | Aimé Graslan           |       | DVD    |
| Guilers                   | 6 686      | Louis Ballard               |       | DVD      | Louis Ballard          |       | DVD    |
| Guipavas                  | 10 425     | Charles Kerdilès            |       | RPR      | Charles Kerdilès       |       | RPR    |
| Landerneau                | 14 482     | Ferdinand Grall             |       | UDF      | Paul Jarry             |       | RPR    |
| Landivisiau               | 7 964      | Yves Quéguiner              |       | RPR      | Charles Miossec        |       | RPR    |
| Lannilis                  | 3 939      | Joseph Tromelin             |       | DVD      | Jean-Louis Kerboull    |       | DVD    |
| Le Guilvinec              | 4 091      | Jean Le Brun                |       | PCF      | Xavier Charlot         |       | PS     |
| Le Relecq-Kerhuon         | 9 286      | Guy Liziar                  |       | PCF      | Julien Querré          |       | RPR    |
| Lesneven                  | 6 145      | Jean Bourgès                |       | RPR      | Yves Le Hir            |       | DVD    |
| Loctudy                   | 3 560      | Sébastien Guiziou           |       | DVD      | Joël Andro             |       | RPR    |
| Moëlan-sur-Mer            | 6 501      | Louis Orvoën                |       | CDS      | Joseph Le Bourhis      |       | SE     |
| Morlaix                   | 18 348     | Jean-Jacques Cléach         |       | PS       | Jean-Jacques Cléach    |       | PS     |
| Penmarc'h                 | 6 463      | Roger Coquelin              |       | app. PCF | Pierre Draoulec        |       | CDS    |
| Plabennec                 | 6 435      | Jean-Louis Goasduff         |       | RPR      | Jean-Louis Goasduff    |       | RPR    |
| Plonéour-Lanvern          | 4 508      | Armand Pavec                |       | CDS      | Armand Pavec           |       | CDS    |
| Ploudalmézeau             | 4 771      | Alphonse Arzel              |       | CDS      | Alphonse Arzel         |       | CDS    |
| Plouescat                 | 3 935      | René Dincuff                |       | DVD      | René Dincuff           |       | DVD    |
| Plougastel-Daoulas        | 9 581      | André Kervella              |       | DVD      | André Kervella         |       | DVD    |
| Plouguerneau              | 5 317      | Léon Guéguen                |       | PR       | Bernard Le Ven         |       | SE     |
| Plouhinec                 | 4 900      | Henri Cogan                 |       | CDS      | Henri Cogan            |       | CDS    |
| Plouigneau                | 3 608      | Joseph Urien                |       | DVD      | Joseph Urien           |       | DVD    |
| Plourin-lès-Morlaix       | 4 311      | Pierre Barbier              |       | PS       | Pierre Barbier         |       | PS     |
| Plouzané                  | 8 845      | Joseph Mélennec             |       | PS       | Joseph Mélennec        |       | PS     |
| Pont-de-Buis-lès-Quimerch | 3 710      | Jean Poudoulec              |       | PS       | Albert Foubert         |       | RPR    |
| Pont-l'Abbé               | 7 266      | Henry-Maurice Bénard        |       | CDS      | Sébastien Jolivet      |       | CDS    |
| Quimper                   | 56 907     | Marc Bécam                  |       | RPR      | Marc Bécam             |       | RPR    |
| Quimperlé                 | 11 067     | Yves Guillou                |       | CG       | Yves Guillou           |       | CG     |
| Riec-sur-Bélon            | 4 059      | Francis Marrec              |       | DVD      | Francis Marrec         |       | DVD    |
| Roscoff                   | 3 581      | Jean-Marie Paugam           |       | PR       | Michel Morvan          |       | PR     |
| Rosporden                 | 6 735      | Gilbert Monfort             |       | PS       | Gilbert Monfort        |       | PS     |
| Saint-Martin-des-Champs   | 5 170      | René Fily                   |       | PS       | René Fily              |       | PS     |
| Saint-Pol-de-Léon         | 7 462      | Adrien Kervella             |       | RPR      | Adrien Kervella        |       | RPR    |
| Saint-Renan               | 5 542      | André Cheminant             |       | RPR      | André Cheminant        |       | RPR    |
| Scaër                     | 5 968      | Christophe Poulichet        |       | PCF      | Louis Nicolas          |       | PS     |
| Trégunc                   | 5 909      | Paulette Lecroc-Corbic      |       | DVD      | Paulette Lecroc-Corbic |       | DVD    |

## Résultats dans les communes de plus de3 500 habitants

### Brest
- Maire sortant : Pierre Maille (PS)
- 59 sièges à pourvoir au conseil municipal (population légale 1982 : 156 060 habitants)

|                                             |                   |                    |              |              |        |        |  |  |
| Tête de liste                               | Tête de liste     | Liste              | Premier tour | Premier tour | Sièges | Sièges |  |  |
| Tête de liste                               | Tête de liste     | Liste              | Voix         | %            | CM     |        |  |  |
|                                             | Jacques Berthelot | RPR-UDF-BA-NCS-PSD | 35 163       | 50,42        | 45     |        |  |  |
| Union pour Brest                            |                   |                    | 35 163       | 50,42        | 45     |        |  |  |
|                                             | Pierre Maille *   | PS-PCF-UDB         | 33 112       | 47,48        | 14     |        |  |  |
| Brest majorité - Union de la gauche         |                   |                    | 33 112       | 47,48        | 14     |        |  |  |
|                                             | André Fichaut     | LCR-PSU            | 1 461        | 2,10         | 0      |        |  |  |
| La voix des travailleurs contre l'austerité |                   |                    | 1 461        | 2,10         | 0      |        |  |  |
|                                             |                   |                    |              |              |        |        |  |  |
| Inscrits                                    | Inscrits          | Inscrits           | 101 111      | 100,00       |        |        |  |  |
| Abstentions                                 | Abstentions       | Abstentions        | 30 301       | 29,97        |        |        |  |  |
| Votants                                     | Votants           | Votants            | 70 810       | 70,03        |        |        |  |  |
| Nuls                                        | Nuls              | Nuls               | 1 074        | 1,06         |        |        |  |  |
| Exprimés                                    | Exprimés          | Exprimés           | 69 736       | 68,97        |        |        |  |  |
| * Liste du maire sortant                    |                   |                    |              |              |        |        |  |  |

### Carhaix-Plouguer
- Maire sortant : Jean-Pierre Jeudy (PCF)
- 29 sièges à pourvoir au conseil municipal (population légale 1982 : 8 591 habitants)

| Tête de liste                                     | Tête de liste       | Liste       | Premier tour | Premier tour | Second tour | Second tour | Sièges | Sièges |
| Tête de liste                                     | Tête de liste       | Liste       | Voix         | %            | Voix        | %           | CM     |        |
| ------------------------------------------------- | ------------------- | ----------- | ------------ | ------------ | ----------- | ----------- | ------ | ------ |
|                                                   | Jean-Pierre Jeudy * | PCF-PS      | 2 615        | 49,27        | 2 881       | 52,36       | 22     |        |
| Liste d'union de la gauche                        |                     |             | 2 615        | 49,27        | 2 881       | 52,36       | 22     |        |
|                                                   | André Le Roux       | UDF         | 1 439        | 27,12        | 2 621       | 47,64       | 7      |        |
| Union pour le renouveau et l'expansion de Carhaix |                     |             | 1 439        | 27,12        | 2 621       | 47,64       | 7      |        |
|                                                   | Jean Rohou          | DVD         | 1 253        | 23,61        | 2 621       | 47,64       | 7      |        |
| Liste d'action économique et sociale              |                     |             | 1 253        | 23,61        | 2 621       | 47,64       | 7      |        |
|                                                   |                     |             |              |              |             |             |        |        |
| Inscrits                                          | Inscrits            | Inscrits    | 6 227        | 100,00       | 6 227       | 100,00      |        |        |
| Abstentions                                       | Abstentions         | Abstentions | 831          | 13,34        | 642         | 10,31       |        |        |
| Votants                                           | Votants             | Votants     | 5 396        | 86,65        | 5 585       | 89,69       |        |        |
| Nuls                                              | Nuls                | Nuls        | 89           | 1,43         | 83          | 1,33        |        |        |
| Exprimés                                          | Exprimés            | Exprimés    | 5 307        | 85,22        | 5 502       | 88,35       |        |        |
| * Liste du maire sortant                          |                     |             |              |              |             |             |        |        |

### Concarneau
- Maire sortant : Joseph Argouarc'h (PCF)
- 33 sièges à pourvoir au conseil municipal (population légale 1982 : 17 984 habitants)

| Tête de liste                                                               | Tête de liste       | Liste        | Premier tour | Premier tour | Second tour | Second tour | Sièges | Sièges |
| Tête de liste                                                               | Tête de liste       | Liste        | Voix         | %            | Voix        | %           | CM     |        |
| --------------------------------------------------------------------------- | ------------------- | ------------ | ------------ | ------------ | ----------- | ----------- | ------ | ------ |
|                                                                             | René Kerlan         | DVD-RPR      | 4 035        | 37,96        | 4 727       | 44,55       | 7      |        |
| Liste d'union de l'opposition                                               |                     |              | 4 035        | 37,96        | 4 727       | 44,55       | 7      |        |
|                                                                             | Gilbert Le Bris     | PS           | 3 671        | 34,53        | 5 884       | 55,45       | 26     |        |
| Liste de gauche (1er tour) Concarneau espoir - Union de la gauche (2d tour) |                     |              | 3 671        | 34,53        | 5 884       | 55,45       | 26     |        |
|                                                                             | Joseph Argouarc'h * | PCF          | 2 237        | 21,04        | 5 884       | 55,45       | 26     |        |
| Liste d'union de la gauche                                                  |                     |              | 2 237        | 21,04        | 5 884       | 55,45       | 26     |        |
|                                                                             | Yves Rouger         | DVG (ex-UDB) | 687          | 6,46         |             |             |        |        |
| Liste d'union pour le développement économique et social de Concarneau      |                     |              | 687          | 6,46         |             |             |        |        |
|                                                                             |                     |              |              |              |             |             |        |        |
| Inscrits                                                                    | Inscrits            | Inscrits     | 14 073       | 100,00       | 14 070      | 100,00      |        |        |
| Abstentions                                                                 | Abstentions         | Abstentions  | 3 306        | 23,49        | 3 234       | 22,98       |        |        |
| Votants                                                                     | Votants             | Votants      | 10 767       | 76,51        | 10 836      | 77,01       |        |        |
| Nuls                                                                        | Nuls                | Nuls         | 137          | 0,97         | 225         | 1,60        |        |        |
| Exprimés                                                                    | Exprimés            | Exprimés     | 10 630       | 75,53        | 10 611      | 75,41       |        |        |
| * Liste du maire sortant                                                    |                     |              |              |              |             |             |        |        |

### Crozon
- Maire sortant : Claude Yvenat (PS)
- 29 sièges à pourvoir au conseil municipal (population légale 1982 : 7 525 habitants)

| Tête de liste                              | Tête de liste       | Liste       | Premier tour | Premier tour | Second tour | Second tour | Sièges | Sièges |
| Tête de liste                              | Tête de liste       | Liste       | Voix         | %            | Voix        | %           | CM     |        |
| ------------------------------------------ | ------------------- | ----------- | ------------ | ------------ | ----------- | ----------- | ------ | ------ |
|                                            | Jean-Jacques Fabien | RPR-DVD     | 2 321        | 49,53        | 2 627       | 52,74       | 22     |        |
| Liste libérale d'union et d'action         |                     |             | 2 321        | 49,53        | 2 627       | 52,74       | 22     |        |
|                                            | Claude Yvenat *     | PS          | 2 062        | 44,00        | 2 354       | 47,26       | 7      |        |
| Liste d'union de la gauche                 |                     |             | 2 062        | 44,00        | 2 354       | 47,26       | 7      |        |
|                                            | Henri Hofmann       | DVD         | 303          | 6,46         |             |             |        |        |
| Liste d'union pour la défense des libertés |                     |             | 303          | 6,46         |             |             |        |        |
|                                            |                     |             |              |              |             |             |        |        |
| Inscrits                                   | Inscrits            | Inscrits    | 6 036        | 100,00       | 6 037       | 100,00      |        |        |
| Abstentions                                | Abstentions         | Abstentions | 1 276        | 21,14        | 999         | 16,55       |        |        |
| Votants                                    | Votants             | Votants     | 4 760        | 78,86        | 5 038       | 83,45       |        |        |
| Nuls                                       | Nuls                | Nuls        | 74           | 1,22         | 57          | 0,94        |        |        |
| Exprimés                                   | Exprimés            | Exprimés    | 4 686        | 77,63        | 4 981       | 82,51       |        |        |
| * Liste du maire sortant                   |                     |             |              |              |             |             |        |        |

### Douarnenez
- Maire sortant : Michel Mazéas (PCF)
- 33 sièges à pourvoir au conseil municipal (population légale 1982 : 17 653 habitants)

|                          | Michel Mazéas * | PCF-PS-UDB-PSU | 5 817  | 55,20  | 26 |  |  |  |
| Union de la gauche       |                 |                | 5 817  | 55,20  | 26 |  |  |  |
|                          | Louis Queinnec  | UDF-RPR        | 4 721  | 44,80  | 7  |  |  |  |
| Liste pour le renouveau  |                 |                | 4 721  | 44,80  | 7  |  |  |  |
|                          |                 |                |        |        |    |  |  |  |
| Inscrits                 | Inscrits        | Inscrits       | 13 947 | 100,00 |    |  |  |  |
| Abstentions              | Abstentions     | Abstentions    | 3 168  | 22,71  |    |  |  |  |
| Votants                  | Votants         | Votants        | 10 779 | 77,29  |    |  |  |  |
| Nuls                     | Nuls            | Nuls           | 241    | 1,73   |    |  |  |  |
| Exprimés                 | Exprimés        | Exprimés       | 10 538 | 75,55  |    |  |  |  |
| * Liste du maire sortant |                 |                |        |        |    |  |  |  |

### Ergué-Gabéric
- Maire sortant : Pierre Faucher (PS), ne se représente pas
- 29 sièges à pourvoir au conseil municipal (population légale 1982 : 5 679 habitants)

| Tête de liste                                 | Tête de liste   | Liste       | Premier tour | Premier tour | Second tour | Second tour | Sièges | Sièges |
| Tête de liste                                 | Tête de liste   | Liste       | Voix         | %            | Voix        | %           | CM     |        |
| --------------------------------------------- | --------------- | ----------- | ------------ | ------------ | ----------- | ----------- | ------ | ------ |
|                                               | Jean Le Reste   | RPR         | 1 514        | 48,22        | 1 678       | 51,10       | 22     |        |
| Liste d'entente républicaine                  |                 |             | 1 514        | 48,22        | 1 678       | 51,10       | 22     |        |
|                                               | Marcel Huitric  | PS          | 1 251        | 39,84        | 1 606       | 48,90       | 7      |        |
| Liste de gauche pour l'avenir d'Ergué-Gabéric |                 |             | 1 251        | 39,84        | 1 606       | 48,90       | 7      |        |
|                                               | Michel Pustoc'h | PCF         | 375          | 11,94        | 1 606       | 48,90       | 7      |        |
| Ergué démocratie                              |                 |             | 375          | 11,94        | 1 606       | 48,90       | 7      |        |
|                                               |                 |             |              |              |             |             |        |        |
| Inscrits                                      | Inscrits        | Inscrits    | 3 855        | 100,00       | 3 855       | 100,00      |        |        |
| Abstentions                                   | Abstentions     | Abstentions | 624          | 16,19        | 507         | 13,15       |        |        |
| Votants                                       | Votants         | Votants     | 3 231        | 83,81        | 3 348       | 86,85       |        |        |
| Nuls                                          | Nuls            | Nuls        | 91           | 2,36         | 64          | 1,66        |        |        |
| Exprimés                                      | Exprimés        | Exprimés    | 3 140        | 81,45        | 3 284       | 85,19       |        |        |

### Guilers
- Maire sortant : Louis Ballard (DVD)
- 29 sièges à pourvoir au conseil municipal (population légale 1982 : 6 686 habitants)

|                                                           | Louis Ballard * | DVD                | 2 321 | 69,91  | 25 |  |  |  |
| Liste d'entente pour une commune harmonieuse et dynamique |                 |                    | 2 321 | 69,91  | 25 |  |  |  |
|                                                           | Alice Vourc'h   | PS-PCF (Maj.prés.) | 999   | 30,09  | 4  |  |  |  |
| Guilers ensemble                                          |                 |                    | 999   | 30,09  | 4  |  |  |  |
|                                                           |                 |                    |       |        |    |  |  |  |
| Inscrits                                                  | Inscrits        | Inscrits           | 4 159 | 100,00 |    |  |  |  |
| Abstentions                                               | Abstentions     | Abstentions        | 782   | 18,80  |    |  |  |  |
| Votants                                                   | Votants         | Votants            | 3 377 | 81,20  |    |  |  |  |
| Nuls                                                      | Nuls            | Nuls               | 57    | 1,37   |    |  |  |  |
| Exprimés                                                  | Exprimés        | Exprimés           | 3 320 | 79,83  |    |  |  |  |
| * Liste du maire sortant                                  |                 |                    |       |        |    |  |  |  |

### Guipavas
- Maire sortant : Charles Kerdilès (RPR)
- 33 sièges à pourvoir au conseil municipal (population légale 1982 : 10 425 habitants)

|                          | Charles Kerdilès * | RPR-DVD     | 3 537 | 61,43  | 27 |  |  |  |
| Ensemble pour Guipavas   |                    |             | 3 537 | 61,43  | 27 |  |  |  |
|                          | Michel Kerjean     | PS          | 1 847 | 32,08  | 5  |  |  |  |
| Guipavas espoir          |                    |             | 1 847 | 32,08  | 5  |  |  |  |
|                          | Michel Coz         | PCF         | 374   | 6,49   | 1  |  |  |  |
| Guipavas vie nouvelle    |                    |             | 374   | 6,49   | 1  |  |  |  |
|                          |                    |             |       |        |    |  |  |  |
| Inscrits                 | Inscrits           | Inscrits    | 7 445 | 100,00 |    |  |  |  |
| Abstentions              | Abstentions        | Abstentions | 1 560 | 20,95  |    |  |  |  |
| Votants                  | Votants            | Votants     | 5 885 | 79,05  |    |  |  |  |
| Nuls                     | Nuls               | Nuls        | 127   | 1,70   |    |  |  |  |
| Exprimés                 | Exprimés           | Exprimés    | 5 758 | 77,34  |    |  |  |  |
| * Liste du maire sortant |                    |             |       |        |    |  |  |  |

### Landerneau
- Maire sortant : Ferdinand Grall (UDF)
- 33 sièges à pourvoir au conseil municipal (population légale 1982 : 14 482 habitants)

|                                                                   | Paul Jarry         | RPR-UDF        | 3 855 | 52,58  | 25 |  |  |  |
| Liste d'union républicaine pour l'expansion économique et sociale |                    |                | 3 855 | 52,58  | 25 |  |  |  |
|                                                                   | Jean-Pierre Thomin | PS-PCF-UDB-PSU | 3 477 | 47,42  | 8  |  |  |  |
| Liste d'union de la gauche                                        |                    |                | 3 477 | 47,42  | 8  |  |  |  |
|                                                                   |                    |                |       |        |    |  |  |  |
| Inscrits                                                          | Inscrits           | Inscrits       | 9 778 | 100,00 |    |  |  |  |
| Abstentions                                                       | Abstentions        | Abstentions    | 2 069 | 21,16  |    |  |  |  |
| Votants                                                           | Votants            | Votants        | 7 709 | 78,84  |    |  |  |  |
| Nuls                                                              | Nuls               | Nuls           | 377   | 3,85   |    |  |  |  |
| Exprimés                                                          | Exprimés           | Exprimés       | 7 332 | 74,98  |    |  |  |  |

### Landivisiau
- Maire sortant : Yves Quéguiner (RPR), ne se représente pas
- 29 sièges à pourvoir au conseil municipal (population légale 1982 : 7 964 habitants)

| Tête de liste                                                             | Tête de liste     | Liste       | Premier tour | Premier tour | Second tour | Second tour | Sièges  | Sièges |
| Tête de liste                                                             | Tête de liste     | Liste       | Voix         | %            | Voix        | %           | CM      |        |
| ------------------------------------------------------------------------- | ----------------- | ----------- | ------------ | ------------ | ----------- | ----------- | ------- | ------ |
|                                                                           | Charles Miossec   | RPR         | 1 888        | 43,93        | 2 279       | 57,46       | 23      |        |
| Landi-Avenir                                                              |                   |             | 1 888        | 43,93        | 2 279       | 57,46       | 23      |        |
|                                                                           | Hervé Bodeur      | Centriste   | 1 388        | 32,29        | Retrait     | Retrait     | Retrait |        |
| Liste d'entente pour le développement économique et social de Landivisiau |                   |             | 1 388        | 32,29        | Retrait     | Retrait     | Retrait |        |
|                                                                           | Jean-Claude Séité | PS          | 1 022        | 23,78        | 1 687       | 42,54       | 6       |        |
| Liste du Parti socialiste                                                 |                   |             | 1 022        | 23,78        | 1 687       | 42,54       | 6       |        |
|                                                                           |                   |             |              |              |             |             |         |        |
| Inscrits                                                                  | Inscrits          | Inscrits    | 5 166        | 100,00       | 5 116       | 100,00      |         |        |
| Abstentions                                                               | Abstentions       | Abstentions | 784          | 15,17        | 846         | 16,53       |         |        |
| Votants                                                                   | Votants           | Votants     | 4 382        | 84,82        | 4 270       | 83,46       |         |        |
| Nuls                                                                      | Nuls              | Nuls        | 84           | 1,62         | 304         | 5,94        |         |        |
| Exprimés                                                                  | Exprimés          | Exprimés    | 4 298        | 83,20        | 3 966       | 77,52       |         |        |

### Le Relecq-Kerhuon
- Maire sortant : Guy Liziar (PCF)
- 29 sièges à pourvoir au conseil municipal (population légale 1982 : 9 286 habitants)

|                                                 | Julien Querré | RPR-UDF     | 3 100 | 56,26  | 23 |  |  |  |
| Solidarité communale                            |               |             | 3 100 | 56,26  | 23 |  |  |  |
|                                                 | Guy Liziar *  | PCF-PS-UDB  | 2 410 | 43,74  | 6  |  |  |  |
| Le Relecq-Kerhuon majorité - Union de la gauche |               |             | 2 410 | 43,74  | 6  |  |  |  |
|                                                 |               |             |       |        |    |  |  |  |
| Inscrits                                        | Inscrits      | Inscrits    | 7 092 | 100,00 |    |  |  |  |
| Abstentions                                     | Abstentions   | Abstentions | 1 427 | 20,12  |    |  |  |  |
| Votants                                         | Votants       | Votants     | 5 665 | 79,88  |    |  |  |  |
| Nuls                                            | Nuls          | Nuls        | 155   | 2,18   |    |  |  |  |
| Exprimés                                        | Exprimés      | Exprimés    | 5 510 | 77,69  |    |  |  |  |
| * Liste du maire sortant                        |               |             |       |        |    |  |  |  |

### Lesneven
- Maire sortant : Jean Bourgès (RPR)
- 29 sièges à pourvoir au conseil municipal (population légale 1982 : 6 145 habitants)

| Tête de liste                                 | Tête de liste  | Liste           | Premier tour | Premier tour | Second tour | Second tour | Sièges | Sièges |
| Tête de liste                                 | Tête de liste  | Liste           | Voix         | %            | Voix        | %           | CM     |        |
| --------------------------------------------- | -------------- | --------------- | ------------ | ------------ | ----------- | ----------- | ------ | ------ |
|                                               | Étienne Airiau | DVD             | 1 470        | 42,47        | 1 507       | 42,11       | 21     |        |
| Liste d'entente communale et d'action sociale |                |                 | 1 470        | 42,47        | 1 507       | 42,11       | 21     |        |
|                                               | Jean Bourgès * | RPR             | 1 282        | 37,04        | 1 449       | 40,49       | 6      |        |
| Liste d'intérêt communal                      |                |                 | 1 282        | 37,04        | 1 449       | 40,49       | 6      |        |
|                                               | Jean Jestin    | UDB-PS-PCF (UG) | 709          | 20,49        | 623         | 17,41       | 2      |        |
| Vivre le changement avec la gauche            |                |                 | 709          | 20,49        | 623         | 17,41       | 2      |        |
|                                               |                |                 |              |              |             |             |        |        |
| Inscrits                                      | Inscrits       | Inscrits        | 4 564        | 100,00       | 4 564       | 100,00      |        |        |
| Abstentions                                   | Abstentions    | Abstentions     | 1 072        | 23,49        | 924         | 20,24       |        |        |
| Votants                                       | Votants        | Votants         | 3 492        | 76,51        | 3 640       | 79,75       |        |        |
| Nuls                                          | Nuls           | Nuls            | 31           | 0,68         | 61          | 1,33        |        |        |
| Exprimés                                      | Exprimés       | Exprimés        | 3 461        | 75,83        | 3 579       | 78,42       |        |        |
| * Liste du maire sortant                      |                |                 |              |              |             |             |        |        |

### Loctudy
- Maire sortant : Sébastien Guiziou (DVD), ne se représente pas
- 27 sièges à pourvoir au conseil municipal (population légale 1982 : 3 560 habitants)

|                                                        | Joël Andro      | RPR-DVD     | 1 260 | 54,09  | 21 |  |  |  |
| Liste d'union républicaine d'action communale          |                 |             | 1 260 | 54,09  | 21 |  |  |  |
|                                                        | Michel Cornec   | PS          | 529   | 22,70  | 3  |  |  |  |
| Un regard nouveau sur notre commune                    |                 |             | 529   | 22,70  | 3  |  |  |  |
|                                                        | Théodore Perrot | UDB-PSU     | 319   | 13,69  | 2  |  |  |  |
| Liste d'union pour une gestion moderne et démocratique |                 |             | 319   | 13,69  | 2  |  |  |  |
|                                                        | Guy Laurent     | PCF         | 222   | 9,52   | 1  |  |  |  |
| Liste pour l'union de la gauche                        |                 |             | 222   | 9,52   | 1  |  |  |  |
|                                                        |                 |             |       |        |    |  |  |  |
| Inscrits                                               | Inscrits        | Inscrits    | 2 888 | 100,00 |    |  |  |  |
| Abstentions                                            | Abstentions     | Abstentions | 515   | 17,83  |    |  |  |  |
| Votants                                                | Votants         | Votants     | 2 373 | 82,17  |    |  |  |  |
| Nuls                                                   | Nuls            | Nuls        | 43    | 1,49   |    |  |  |  |
| Exprimés                                               | Exprimés        | Exprimés    | 2 330 | 80,68  |    |  |  |  |

### Moëlan-sur-Mer
- Maire sortant : Louis Orvoën (CDS), ne se représente pas
- 29 sièges à pourvoir au conseil municipal (population légale 1982 : 6 501 habitants)

| Tête de liste                           | Tête de liste     | Liste           | Premier tour | Premier tour | Second tour | Second tour | Sièges  | Sièges |
| Tête de liste                           | Tête de liste     | Liste           | Voix         | %            | Voix        | %           | CM      |        |
| --------------------------------------- | ----------------- | --------------- | ------------ | ------------ | ----------- | ----------- | ------- | ------ |
|                                         | Pierre Méral      | PS-PCF-DVG (UG) | 1 692        | 41,64        | 1 960       | 46,51       | 6       |        |
| Liste d'union de la gauche              |                   |                 | 1 692        | 41,64        | 1 960       | 46,51       | 6       |        |
|                                         | Joseph Le Bourhis | DVD             | 1 630        | 40,12        | 2 254       | 53,49       | 23      |        |
| Moëlan avenir                           |                   |                 | 1 630        | 40,12        | 2 254       | 53,49       | 23      |        |
|                                         | Jacques Le Bihan  | DVD             | 741          | 18,24        | Retrait     | Retrait     | Retrait |        |
| Entente pour le développement de Moëlan |                   |                 | 741          | 18,24        | Retrait     | Retrait     | Retrait |        |
|                                         |                   |                 |              |              |             |             |         |        |
| Inscrits                                | Inscrits          | Inscrits        | 5 296        | 100,00       | 5 296       | 100,00      |         |        |
| Abstentions                             | Abstentions       | Abstentions     | 1 101        | 20,79        | 959         | 18,11       |         |        |
| Votants                                 | Votants           | Votants         | 4 195        | 79,21        | 4 337       | 81,89       |         |        |
| Nuls                                    | Nuls              | Nuls            | 132          | 2,49         | 123         | 2,32        |         |        |
| Exprimés                                | Exprimés          | Exprimés        | 4 063        | 76,72        | 4 214       | 79,57       |         |        |

### Morlaix
- Maire sortant : Jean-Jacques Cléach (PS)
- 33 sièges à pourvoir au conseil municipal (population légale 1982 : 18 348 habitants)

|                                    | Jean-Jacques Cléach | PS-PCF-PSU-UDB | 4 484  | 51,36  | 25 |  |  |  |
| Union de la gauche - Majorité      |                     |                | 4 484  | 51,36  | 25 |  |  |  |
|                                    | Renaïck Roché       | RPR-UDF        | 4 246  | 48,64  | 8  |  |  |  |
| Union de l'opposition pour Morlaix |                     |                | 4 246  | 48,64  | 8  |  |  |  |
|                                    |                     |                |        |        |    |  |  |  |
| Inscrits                           | Inscrits            | Inscrits       | 12 120 | 100,00 |    |  |  |  |
| Abstentions                        | Abstentions         | Abstentions    | 3 202  | 26,42  |    |  |  |  |
| Votants                            | Votants             | Votants        | 8 918  | 73,58  |    |  |  |  |
| Nuls                               | Nuls                | Nuls           | 188    | 1,55   |    |  |  |  |
| Exprimés                           | Exprimés            | Exprimés       | 8 730  | 72,03  |    |  |  |  |
| * Liste du maire sortant           |                     |                |        |        |    |  |  |  |

### Penmarc'h
- Maire sortant : Roger Coquelin (app. PCF)
- 29 sièges à pourvoir au conseil municipal (population légale 1982 : 6 463 habitants)

| Tête de liste                                                                                       | Tête de liste    | Liste       | Premier tour | Premier tour | Second tour | Second tour | Sièges | Sièges |
| Tête de liste                                                                                       | Tête de liste    | Liste       | Voix         | %            | Voix        | %           | CM     |        |
| --------------------------------------------------------------------------------------------------- | ---------------- | ----------- | ------------ | ------------ | ----------- | ----------- | ------ | ------ |
| | Pierre Draoulec  | CDS         | 1 684        | 40,68        | 2 266       | 52,61       | 22     |        |
| Penmarch avenir                                                                                     |                  |             | 1 684        | 40,68        | 2 266       | 52,61       | 22     |        |
| | Roger Coquelin * | PCF         | 1 166        | 28,16        | 2 041       | 47,39       | 7      |        |
| Pour l'union de la gauche derrière le maire sortant (1er tour) Liste d'union de la gauche (2d tour) |                  |             | 1 166        | 28,16        | 2 041       | 47,39       | 7      |        |
| | Jean Ollivier    | PS          | 952          | 22,99        | 2 041       | 47,39       | 7      |        |
| Union socialiste et démocratique                                                                    |                  |             | 952          | 22,99        | 2 041       | 47,39       | 7      |        |
| | Guy Le Rhun      | PSU-UDB     | 338          | 8,16         | 2 041       | 47,39       | 7      |        |
| Pour une initiative populaire                                                                       |                  |             | 338          | 8,16         | 2 041       | 47,39       | 7      |        |
| |                  |             |              |              |             |             |        |        |
| Inscrits                                                                                            | Inscrits         | Inscrits    | 5 548        | 100,00       | 5 545       | 100,00      |        |        |
| Abstentions                                                                                         | Abstentions      | Abstentions | 1 304        | 23,50        | 1 131       | 20,40       |        |        |
| Votants                                                                                             | Votants          | Votants     | 4 244        | 76,49        | 4 414       | 79,60       |        |        |
| Nuls                                                                                                | Nuls             | Nuls        | 104          | 1,87         | 107         | 1,93        |        |        |
| Exprimés                                                                                            | Exprimés         | Exprimés    | 4 140        | 74,62        | 4 307       | 74,66       |        |        |
| * Liste du maire sortant                                                                            |                  |             |              |              |             |             |        |        |

### Plabennec
- Maire sortant : Jean-Louis Goasduff (RPR)
- 29 sièges à pourvoir au conseil municipal (population légale 1982 : 6 435 habitants)

|                                                                                         | Jean-Louis Goasduff * | RPR-DVD            | 2 438 | 65,61  | 23 |  |  |  |
| Liste de défense des intérêts communaux et d'action sociale et familiale                |                       |                    | 2 438 | 65,61  | 23 |  |  |  |
|                                                                                         | Guy Guézennec         | PS-UDB (Maj.prés.) | 1 007 | 27,10  | 4  |  |  |  |
| Liste d'action sociale et de soutien à la majorité présidentielle                       |                       |                    | 1 007 | 27,10  | 4  |  |  |  |
|                                                                                         | François Coant        | PCF                | 271   | 7,29   | 1  |  |  |  |
| Pour l'union de la gauche et pour une gestion municipale sociale, humaine, démocratique |                       |                    | 271   | 7,29   | 1  |  |  |  |
|                                                                                         |                       |                    |       |        |    |  |  |  |
| Inscrits                                                                                | Inscrits              | Inscrits           | 4 515 | 100,00 |    |  |  |  |
| Abstentions                                                                             | Abstentions           | Abstentions        | 666   | 14,75  |    |  |  |  |
| Votants                                                                                 | Votants               | Votants            | 3 849 | 85,25  |    |  |  |  |
| Nuls                                                                                    | Nuls                  | Nuls               | 133   | 2,94   |    |  |  |  |
| Exprimés                                                                                | Exprimés              | Exprimés           | 3 716 | 82,30  |    |  |  |  |
| * Liste du maire sortant                                                                |                       |                    |       |        |    |  |  |  |

### Ploudalmézeau
- Maire sortant : Alphonse Arzel (CDS)
- 27 sièges à pourvoir au conseil municipal (population légale 1982 : 4 771 habitants)

| Tête de liste                                  | Tête de liste     | Liste       | Premier tour | Premier tour | Second tour | Second tour | Sièges | Sièges |
| Tête de liste                                  | Tête de liste     | Liste       | Voix         | %            | Voix        | %           | CM     |        |
| ---------------------------------------------- | ----------------- | ----------- | ------------ | ------------ | ----------- | ----------- | ------ | ------ |
|                                                | Alphonse Arzel    | CDS         | 1 482        | 47,70        | 1 571       | 49,81       | 21     |        |
| Liste d'action municipale                      |                   |             | 1 482        | 47,70        | 1 571       | 49,81       | 21     |        |
|                                                | Édouard Talarmin  | DVD         | 1 114        | 35,85        | 1 172       | 37,16       | 5      |        |
| Gestion et renouveau                           |                   |             | 1 114        | 35,85        | 1 172       | 37,16       | 5      |        |
|                                                | Hervé Salaün      | PS-PCF      | 420          | 13,52        | 411         | 13,03       | 1      |        |
| Majorité présidentielle pour le progrès social |                   |             | 420          | 13,52        | 411         | 13,03       | 1      |        |
|                                                | Jacqueline Mérien | UDB         | 91           | 2,93         |             |             |        |        |
| Union pour vivre, travailler, décider          |                   |             | 91           | 2,93         |             |             |        |        |
|                                                |                   |             |              |              |             |             |        |        |
| Inscrits                                       | Inscrits          | Inscrits    | 3 607        | 100,00       | 3 607       | 100,00      |        |        |
| Abstentions                                    | Abstentions       | Abstentions | 451          | 12,50        | 429         | 11,89       |        |        |
| Votants                                        | Votants           | Votants     | 3 156        | 87,49        | 3 178       | 88,10       |        |        |
| Nuls                                           | Nuls              | Nuls        | 49           | 1,36         | 24          | 0,66        |        |        |
| Exprimés                                       | Exprimés          | Exprimés    | 3 107        | 86,14        | 3 154       | 87,44       |        |        |
| * Liste du maire sortant                       |                   |             |              |              |             |             |        |        |

### Plougastel-Daoulas
- Maire sortant : André Kervella (DVD)
- 29 sièges à pourvoir au conseil municipal (population légale 1982 : 9 581 habitants)

| |                   |             |              |              |             |             |         |        |
| Tête de liste                                                                                                 | Tête de liste     | Liste       | Premier tour | Premier tour | Second tour | Second tour | Sièges  | Sièges |
| Tête de liste                                                                                                 | Tête de liste     | Liste       | Voix         | %            | Voix        | %           | CM      |        |
| | André Kervella *  | DVD         | 2 035        | 36,33        | 2 674       | 51,59       | 22      |        |
| Essor et avenir de Plougastel                                                                                 |                   |             | 2 035        | 36,33        | 2 674       | 51,59       | 22      |        |
| | Joseph Malléjac   | UDF         | 1 372        | 24,49        | Retrait     | Retrait     | Retrait |        |
| Ensemble pour Plougastel                                                                                      |                   |             | 1 372        | 24,49        | Retrait     | Retrait     | Retrait |        |
| | François Brélivet | PS-DVG      | 870          | 15,53        | 1 449       | 27,96       | 4       |        |
| Mieux vivre à Plougastel (1er tour) Pour l'union de la gauche (2d tour)                                       |                   |             | 870          | 15,53        | 1 449       | 27,96       | 4       |        |
| | André Le Gac      | PCF         | 549          | 9,80         | 1 449       | 27,96       | 4       |        |
| Pour l'union de la gauche et le soutien à la majorité présidentielle pour mieux vivre et décider à Plougastel |                   |             | 549          | 9,80         | 1 449       | 27,96       | 4       |        |
| | Yves Toullec      | RPR         | 776          | 13,85        | 1 060       | 20,45       | 3       |        |
| Rassemblement pour Plougastel renouveau                                                                       |                   |             | 776          | 13,85        | 1 060       | 20,45       | 3       |        |
| |                   |             |              |              |             |             |         |        |
| Inscrits | Inscrits          | Inscrits    | 7 165        | 100,00       | 7 165       | 100,00      |         |        |
| Abstentions                                                                                                   | Abstentions       | Abstentions | 1 489        | 20,78        | 1 671       | 23,32       |         |        |
| Votants | Votants           | Votants     | 5 676        | 79,22        | 5 494       | 76,68       |         |        |
| Nuls | Nuls              | Nuls        | 74           | 1,03         | 311         | 4,34        |         |        |
| Exprimés | Exprimés          | Exprimés    | 5 602        | 78,18        | 5 183       | 72,34       |         |        |
| * Liste du maire sortant                                                                                      |                   |             |              |              |             |             |         |        |

### Plouzané
- Maire sortant : Joseph Mélennec (PS)
- 29 sièges à pourvoir au conseil municipal (population légale 1982 : 8 845 habitants)

|                                              | Joseph Mélennec * | PS-PCF-UDB  | 2 203 | 50,88  | 22 |  |  |  |
| Union de la gauche pour l'avenir de Plouzané |                   |             | 2 203 | 50,88  | 22 |  |  |  |
|                                              | Jean Laouénan     | DVD         | 2 127 | 49,12  | 7  |  |  |  |
| Entente démocratique de Plouzané             |                   |             | 2 127 | 49,12  | 7  |  |  |  |
|                                              |                   |             |       |        |    |  |  |  |
| Inscrits                                     | Inscrits          | Inscrits    | 5 421 | 100,00 |    |  |  |  |
| Abstentions                                  | Abstentions       | Abstentions | 969   | 17,87  |    |  |  |  |
| Votants                                      | Votants           | Votants     | 4 452 | 82,12  |    |  |  |  |
| Nuls                                         | Nuls              | Nuls        | 122   | 2,25   |    |  |  |  |
| Exprimés                                     | Exprimés          | Exprimés    | 4 330 | 79,87  |    |  |  |  |
| * Liste du maire sortant                     |                   |             |       |        |    |  |  |  |

### Pont-l'Abbé
- Maire sortant : Henry-Maurice Bénard (CDS), ne se représente pas
- 29 sièges à pourvoir au conseil municipal (population légale 1982 : 7 266 habitants)

| Tête de liste                                                         | Tête de liste        | Liste       | Premier tour | Premier tour | Second tour | Second tour | Sièges | Sièges |
| Tête de liste                                                         | Tête de liste        | Liste       | Voix         | %            | Voix        | %           | CM     |        |
| --------------------------------------------------------------------- | -------------------- | ----------- | ------------ | ------------ | ----------- | ----------- | ------ | ------ |
|                                                                       | Sébastien Jolivet    | CDS-RPR     | 2 239        | 49,85        | 2 585       | 54,36       | 23     |        |
| Agissons ensemble pour Pont-l'Abbé                                    |                      |             | 2 239        | 49,85        | 2 585       | 54,36       | 23     |        |
|                                                                       | Michel Le Gall       | PS          | 1 277        | 28,43        | 2 170       | 45,64       | 6      |        |
| Pont-l'Abbé renouveau (1er tour) Rassemblement de la gauche (2d tour) |                      |             | 1 277        | 28,43        | 2 170       | 45,64       | 6      |        |
|                                                                       | Jean-Claude Le Berre | PCF         | 539          | 12,00        | 2 170       | 45,64       | 6      |        |
| Union pour la gauche                                                  |                      |             | 539          | 12,00        | 2 170       | 45,64       | 6      |        |
|                                                                       | Françoise Kernoa     | PSU         | 436          | 9,71         | 2 170       | 45,64       | 6      |        |
| Liste du Parti socialiste unifié                                      |                      |             | 436          | 9,71         | 2 170       | 45,64       | 6      |        |
|                                                                       |                      |             |              |              |             |             |        |        |
| Inscrits                                                              | Inscrits             | Inscrits    | 5 624        | 100,00       | 5 622       | 100,00      |        |        |
| Abstentions                                                           | Abstentions          | Abstentions | 1 039        | 18,47        | 786         | 13,98       |        |        |
| Votants                                                               | Votants              | Votants     | 4 585        | 81,52        | 4 836       | 86,02       |        |        |
| Nuls                                                                  | Nuls                 | Nuls        | 94           | 1,67         | 81          | 1,44        |        |        |
| Exprimés                                                              | Exprimés             | Exprimés    | 4 491        | 79,85        | 4 755       | 84,58       |        |        |

### Quimper
- Maire sortant : Marc Bécam (RPR)
- 45 sièges à pourvoir au conseil municipal (population légale 1982 : 56 907 habitants)

|                          | Marc Bécam *     | RPR-UDF-DVD | 14 459 | 51,02  | 34 |  |  |  |
| Union pour Quimper       |                  |             | 14 459 | 51,02  | 34 |  |  |  |
|                          | Bernard Poignant | PS-PCF-PSU  | 12 285 | 43,35  | 10 |  |  |  |
| Quimper Majorité         |                  |             | 12 285 | 43,35  | 10 |  |  |  |
|                          | Alain Uguen      | Écologiste  | 1 598  | 5,64   | 1  |  |  |  |
| Quimper écologie         |                  |             | 1 598  | 5,64   | 1  |  |  |  |
|                          |                  |             |        |        |    |  |  |  |
| Inscrits                 | Inscrits         | Inscrits    | 37 026 | 100,00 |    |  |  |  |
| Abstentions              | Abstentions      | Abstentions | 8 354  | 22,56  |    |  |  |  |
| Votants                  | Votants          | Votants     | 28 672 | 77,44  |    |  |  |  |
| Nuls                     | Nuls             | Nuls        | 330    | 0,89   |    |  |  |  |
| Exprimés                 | Exprimés         | Exprimés    | 28 342 | 76,54  |    |  |  |  |
| * Liste du maire sortant |                  |             |        |        |    |  |  |  |

### Quimperlé
- Maire sortant : Yves Guillou (CG)
- 33 sièges à pourvoir au conseil municipal (population légale 1982 : 11 067 habitants)

| Tête de liste                           | Tête de liste       | Liste       | Premier tour | Premier tour | Second tour | Second tour | Sièges | Sièges |
| Tête de liste                           | Tête de liste       | Liste       | Voix         | %            | Voix        | %           | CM     |        |
| --------------------------------------- | ------------------- | ----------- | ------------ | ------------ | ----------- | ----------- | ------ | ------ |
|                                         | Yves Guillou *      | CG          | 2 249        | 38,57        | 2 333       | 39,31       | 23     |        |
| Liste de défense des intérêts communaux |                     |             | 2 249        | 38,57        | 2 333       | 39,31       | 23     |        |
|                                         | Christian Chartrain | UDF         | 1 880        | 32,25        | 1 874       | 31,58       | 5      |        |
| Unir et agir pour Quimperlé             |                     |             | 1 880        | 32,25        | 1 874       | 31,58       | 5      |        |
|                                         | Jean Plouët         | PS (UG)     | 1 701        | 29,18        | 1 727       | 29,10       | 5      |        |
| Liste d'union de la gauche              |                     |             | 1 701        | 29,18        | 1 727       | 29,10       | 5      |        |
|                                         |                     |             |              |              |             |             |        |        |
| Inscrits                                | Inscrits            | Inscrits    | 7 611        | 100,00       | 7 678       | 100,00      |        |        |
| Abstentions                             | Abstentions         | Abstentions | 1 663        | 21,85        | 1 680       | 21,88       |        |        |
| Votants                                 | Votants             | Votants     | 5 948        | 78,15        | 5 998       | 78,12       |        |        |
| Nuls                                    | Nuls                | Nuls        | 118          | 1,55         | 64          | 0,83        |        |        |
| Exprimés                                | Exprimés            | Exprimés    | 5 830        | 76,60        | 5 934       | 77,28       |        |        |
| * Liste du maire sortant                |                     |             |              |              |             |             |        |        |

### Rosporden
- Maire sortant : Gilbert Monfort (PS)
- 29 sièges à pourvoir au conseil municipal[29] (population légale 1982 : 6 735 habitants)

### Saint-Pol-de-Léon
- Maire sortant : Adrien Kervella (RPR)
- 29 sièges à pourvoir au conseil municipal (population légale 1982 : 7 462 habitants)

| Tête de liste                              | Tête de liste     | Liste           | Premier tour | Premier tour | Second tour | Second tour | Sièges | Sièges |
| Tête de liste                              | Tête de liste     | Liste           | Voix         | %            | Voix        | %           | CM     |        |
| ------------------------------------------ | ----------------- | --------------- | ------------ | ------------ | ----------- | ----------- | ------ | ------ |
|                                            | Adrien Kervella * | DVD             | 2 024        | 43,05        | 2 384       | 48,91       | 22     |        |
| Administrer et servir Saint-Pol-de-Léon    |                   |                 | 2 024        | 43,05        | 2 384       | 48,91       | 22     |        |
|                                            | Jean-Noël Moal    | RPR-UDF         | 1 854        | 39,43        | 1 793       | 36,79       | 5      |        |
| Union, action et liberté pour Saint-Pol    |                   |                 | 1 854        | 39,43        | 1 793       | 36,79       | 5      |        |
|                                            | Jean-Yves Pendu   | PS-PCF-UDB (UG) | 824          | 17,52        | 697         | 14,30       | 2      |        |
| Pour travailler et mieux vivre à Saint-Pol |                   |                 | 824          | 17,52        | 697         | 14,30       | 2      |        |
|                                            |                   |                 |              |              |             |             |        |        |
| Inscrits                                   | Inscrits          | Inscrits        | 5 758        | 100,00       | 5 756       | 100,00      |        |        |
| Abstentions                                | Abstentions       | Abstentions     | 961          | 16,69        | 846         | 14,70       |        |        |
| Votants                                    | Votants           | Votants         | 4 797        | 83,31        | 4 910       | 85,30       |        |        |
| Nuls                                       | Nuls              | Nuls            | 95           | 1,65         | 36          | 0,62        |        |        |
| Exprimés                                   | Exprimés          | Exprimés        | 4 702        | 81,66        | 4 874       | 84,67       |        |        |
| * Liste du maire sortant                   |                   |                 |              |              |             |             |        |        |